# Andrej Vszevolodovics Dmitruk
Andrej Vszevolodovics Dmitruk (Андрі́й Все́володович Дмитру́к, Kijev, 1947. július 10. –) ukrán sci-fi-író, forgatókönyvíró, az Ukrán Operatőrök Nemzeti Szövetsége és az Ukrán Írók Nemzeti Szövetsége tagja.

## Élete és irodalmi munkássága
Tanulmányait a kijevi Geraszimov Filmintézetben végezte. Több mint százötven forgatókönyvet készített tudományos, dokumentum- és játékfilmekhez. Első szépirodalmi munkája 1963-ban jelent meg, ez a Міраж (Varázslat) című novella volt. Első önálló kötete, amely addig írott rövidebb írásait tartalmazta 1967-ben került az olvasók elé, ennek címe Веселка (Szivárvány). Az 1970-es és 1980-as években folyamatosan alkotott ukrán és orosz nyelven. 1990-ben publikálta Сліди на траві (Lábnyomok a fűben) című kötetét. 
Első regénye 1996-ban jelent meg Битва богов (Istenek csatája) címen, ezt 2012-ben követte a Смертеплаватели (Halálmérők), 2016-ban a История сердобольного вампира (Az ördögi vámpír története) című fantasztikus és a Мы — дети Днепра (A Dnyeper gyermekei vagyunk) című önéletrajzi regénye. Legutóbb megjelent művei az Защита Эмбриона (Embrionális védelem) című regény, valamint a Магические приключения Лярусса и Марше (Larus és Marsha varázslatos kalandjai) című novellafüzér. Magyar nyelven a Galaktika közölte néhány novelláját.

## Televíziós munkássága
Az ukrán televízió munkatársa, számos televíziós műsor szerzője és házigazdája. Egyik legismertebb műsora a Реальність неможливого (A lehetetlen valóság) volt, amelyben természetfeletti eseményekkel, rejtélyekkel foglalkozott. Az évek során megmagyarázhatatlan, különös események, tények leírásaiból komoly gyűjteményt hozott létre. 2017 februárjában a Jótékonysági Alapítvány elnökévé választották. 